# Jagdstaffel 63
La Jagdstaffel 63 (in tedesco: Königlich Preußische Jagdstaffel Nr 63, abbreviato in Jasta 63) era una squadriglia (staffel) da caccia della componente aerea del Deutsches Heer, l'esercito dell'Impero tedesco, durante la prima guerra mondiale (1914-1918).

## Storia
La Jagdstaffel 63 venne formata il 16 gennaio 1918 con piloti ed osservatori della Fliegerbeobachter-Schule (scuola di formazione osservatori) di Varsavia. Il 1º febbraio 1918 la squadriglia venne posta a supporto della 18ª Armata, ottenendo la prima vittoria aerea il 24 marzo 1918. Il 6 luglio 1918 la squadriglia venne trasferita a supporto della 1ª Armata per essere poi trasferita definitivamente sotto il controllo della 6ª Armata fino alla fine della guerra.
Il Leutnant Hermann Leptien fu l'ultimo Staffelführer (comandante) della Jagdstaffel 63 dal marzo 1918 fino alla fine della guerra.
Alla fine della prima guerra mondiale alla Jagdstaffel 63 vennero accreditate 16 vittorie aeree. Di contro, la Jasta 63 perse 7 piloti oltre a un pilota perso in incidente aereo.

## Lista dei comandanti della Jagdstaffel 63
Di seguito vengono riportati i nomi dei piloti che si succedettero al comando della Jagdstaffel 63.
| Grado    | Nome            | Periodo                            |
| -------- | --------------- | ---------------------------------- |
| Leutnant | Fritz Loerzer   | 16 gennaio 1918 – 21 febbraio 1918 |
| Leutnant | Hermann Leptien | marzo 1918 - 11 novembre 1918      |

## Lista delle basi utilizzate dalla Jagdstaffel 63
- Grivy-Loisy, Francia: 1 febbraio 1918
- Bignicourt, Francia: 6 luglio 1918
- Santes, Francia: 12 agosto 1918